# 안면연륙교
안면연륙교는 충청남도 태안군 남면 신온리와 안면읍 창기리를 잇는 다리이다. 안면도를 태안반도와 연결한 최초의 연륙교로 1966년 4월 22일 착공해 1970년 12월 10일에 개통했다.

## 연혁
- 1966년 4월 22일 : 연륙교 공사 착수[1]
- 1969년 초 : 공사 중단
- 1969년 10월 3일 : 공사 재개
- 1970년 12월 10일 : 다리 완공[1]